# 戀上海明威
是一部HBO製作的傳記電視電影，由菲力普·考夫曼執導，故事關於記者瑪莎·蓋爾霍恩與她的丈夫、作家歐内斯特·海明威的生活。本片於2012年5月28日在HBO上播放。

## 演員
- 妮歌·潔曼 飾 瑪莎·蓋爾霍恩（Martha Gellhorn）
- 佳夫·奧雲 飾 歐内斯特·海明威（Ernest Hemingway）
- 大衛·史崔森 飾 約翰·多斯·帕索斯（John Dos Passos）
- 莫莉·帕克 飾 寶琳·費孚（Pauline Pfeiffer）
- 帕克·波西 飾 瑪麗·維爾許·海明威（Mary Welsh Hemingway）
- 羅德林哥·桑特羅 飾 Paco Zarra——基於荷西·羅夫萊斯（José Robles）
- 馬克·佩雷格里諾 飾 馬克斯·伊斯特曼（Max Eastman）

## 外部連結
- 官方网站
- 互联网电影数据库（IMDb）上《戀上海明威》的资料（英文）